# Thomas Goch
Thomas Goch (* 4. Oktober 1970) ist ein ehemaliger deutscher Fußballspieler.

## Werdegang
Der Mittelfeldspieler Thomas Goch spielte als Jugendlicher für den VfL Luhetal, die Spielgemeinschaft Bispingen/Hützel/Steinbeck  (SG BHS) und wechselte im Winter 1988 in die A-Jugend des FC St. Pauli. Mit dieser stieg er im selben Jahr in die damals höchste Jugendklasse, A-Jugend Oberliga, auf. Ab der Saison 1989/90 spielte er zunächst in der Amateurmannschaft und wurde ab der Saison 1991/92 in den Profikader aufgenommen. Sein Profidebüt gab er am 14. März 1992 beim 1:0-Sieg der St. Paulianer gegen den SV Meppen. Bis 1994 bestritt Goch 16 Zweitligaspiele für St. Pauli.
Im Spieljahr 1995/96 gehörte er zur Regionalliga-Mannschaft des VfB Oldenburg. Im Sommer 1995 wechselte er zum Regionalligisten SV Lurup, im November 1995 verließ er den Hamburger Verein. Goch ging zum VfB Oldenburg zurück. Mit dem VfB stieg er 1996 in die 2. Bundesliga auf und nach nur einem Jahr wieder ab. In der Saison 1998/99 spielte Goch für den Regionalligisten 1. SC Norderstedt, bevor er für zwei Jahre zum SC Verl wechselte. Es folgte ein Jahr beim Oberligisten SC Weyhe aus Weyhe bei Bremen, ehe sich Goch dem VfL Oldenburg anschloss. Mit den Oldenburgern stieg er 2004 in die Niedersachsenliga auf. Zwei Jahre später wechselte er zu Kickers Wahnbeck, wo er seine Karriere ausklingen ließ.